# SOMES SADDLE
SOMÉS SADDLE（日语：ソメスサドル株式会社，株式会社英称：SOMES）是日本一家皮革製品、馬具用品製造商。

## 概要
以SOMÉS SADDLE为品牌製造馬具、利用相关技術生产鞄等革製品并进行销售。日本国内唯一一家馬具相关产品制造商，日本国内的賽馬騎師、馬術競技選手大多使用该公司的馬具。

### 公司名称的由来
公司的名称由在法语中有「頂点」意味的 sommet 和英語中的「鞍」saddle 相组合而成。